# Rafael Iglesias
Argentino Rafael Iglesias (ur. 25 maja 1924 w Avellanedzie, zm. 1 stycznia 1999 w San Juan) – argentyński bokser, złoty medalista letnich igrzysk olimpijskich w 1948 w Londynie w kategorii ciężkiej. W finale pokonał Gunnara Nilssona.